# 楚滅舒庸之戰
前576年，舒庸國趁着楚國軍隊於去年的鄢陵之戰戰敗的機會，引領吳國軍隊進攻楚國，圍攻巢國國都，討伐駕地，圍攻釐、虺。楚共王派公子橐師趁着舒庸以吳軍有所恃而輕敵不備，揮軍突襲，滅去舒庸國。